# Greg Valentine
John Wisniski, Jr. (né le 20 septembre 1951 à Seattle), est un catcheur (lutteur professionnel) américain connu sous le nom de ring de Greg « The Hammer » Valentine. Il est le fils du catcheur Johnny Valentine (en) et suit la même voie que son père.
Il lutte sous le nom de Johnny Fargo jusqu'à la retraite forcée de son père après le crash d'un avion en 1975. Il se fait connaître à Mid-Atlantic Championship Wrestling (en), un territoire de la National Wrestling Alliance (NWA) couvrant les Carolines, où il remporte le championnat du monde par équipes de la NWA (version Mid-Atlantic) à quatre reprises : d'abord deux fois avec Ric Flair puis avec Baron Von Raschke et enfin Ray Stevens (en). Il y remporte aussi le championnat Télévision de la NWA à quatre reprises et champion poids lourd des États-Unis de la NWA.
En 1984, il rejoint la World Wrestling Federation (WWF) et y devient champion intercontinental de la WWF et champion du monde par équipes de la WWF avec Brutus « The Barber » Beefcake. Il quitte la WWF en 1992 et continue à lutter dans diverses fédérations d'Amérique du Nord.
Il a été intronisé en 2004 au WWE Hall of Fame.

## Jeunesse
Wisniski, Jr. est le fils du catcheur John Wilinsky plus connu sous le nom de Johnny Valentine (en). Ses parents divorcent quand il a six ans et il grandit auprès de sa mère à Portland. Durant son adolescence, il souhaite suivre la même voie que son père. Johnny Valente tente de l'en dissuader avant de l'envoyer s'entraîner auprès de Stu Hart.

## Carrière de catcheur

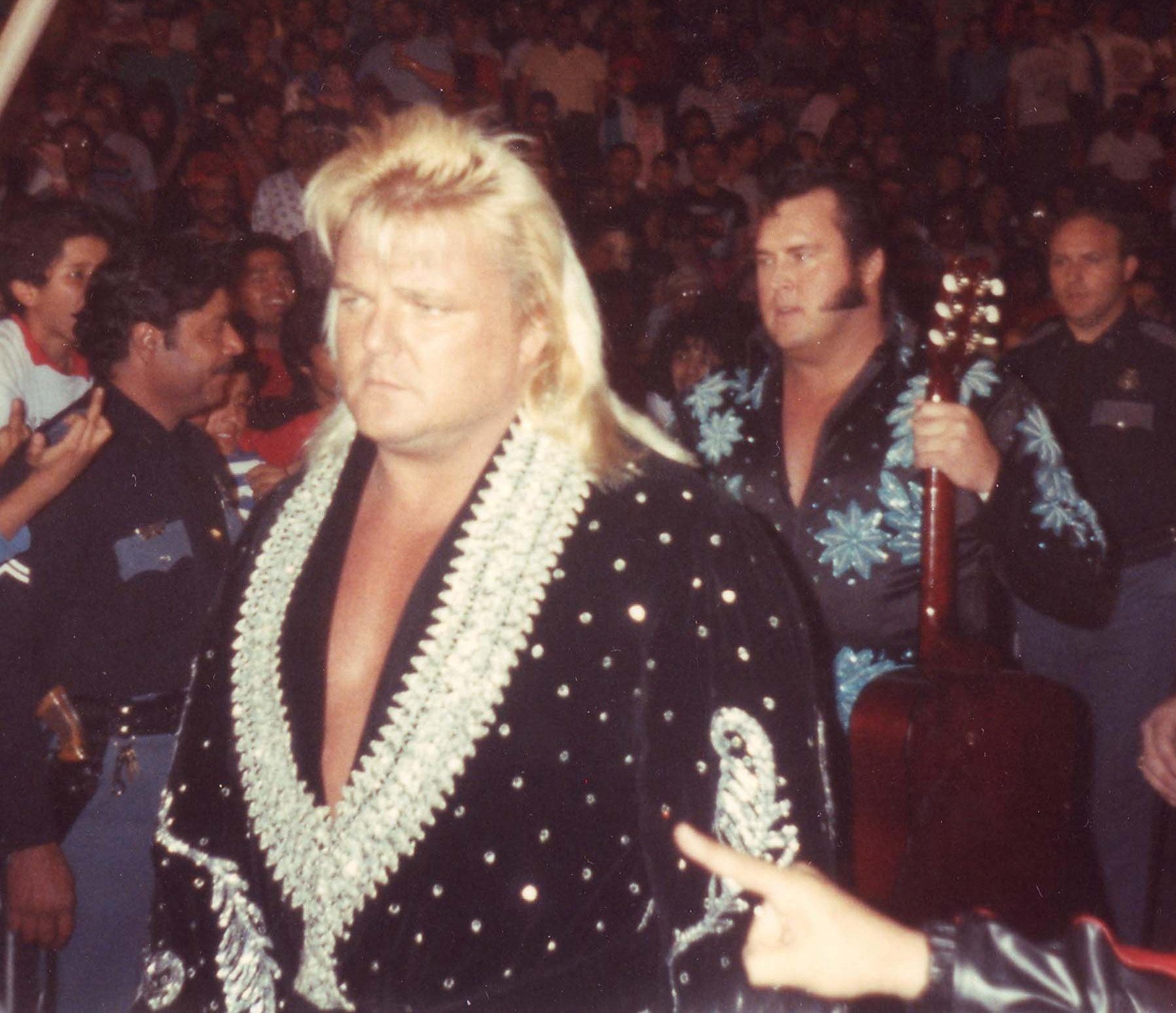
Gregor Valentine en équipe avec Hong Tonk Man.

### Entraînement et débuts (1970-1975)
Wisniski, Jr. commence à s'entraîner auprès de son père avant d'aller au Canada apprendre le catch auprès de Stu Hart. Il est d'abord arbitre à la Stampede Wrestling, la fédération de Hart, avant de devenir catcheur sous le nom de Johnny Valentine, Jr.. Il y reste six mois avant d'aller dans le Michigan.
Il continue d'apprendre le catch auprès de The Sheik, le principal promoteur de catch de cet état. C'est à cette époque qu'il rencontre Don Fargo qui cherche un nouvel équipier. Wisniski, Jr. accepte et se fait appeler Johnny Fargo. Ils se séparent en 1974 et Wisniski reprend le nom de Johnny Valentine, Jr..

### Mid-Atlantic Championship Wrestling (1975-1984)
Le 4 octobre 1975, Johnny Valentine (en) se blesse gravement à la suite du crash du Cessna 310 qui doit l'emmener avec d'autres catcheurs à Wilmington. Peu après cet accident, Johnny, Jr. rejoint la Mid-Atlantic Championship Wrestling (en), un territoire de la National Wrestling Alliance (NWA) couvrant les Carolines. Il prend le nom de Greg et on le présente au public comme étant le frère de Johnny Valentine.

## Palmarès
- American Wrestling Association
  - AWA Midwest Tag Team Championship (1 fois) - avec Jerry Miller
- American Wrestling Federation
  - AWF Tag Team Championship (1 fois) - avec Tommy Rich
- International World Class Championship Wrestling
  - IWCCW Heavyweight Championship (1 fois)
- Maple Leaf Wrestling
  - NWA Canadian Heavyweight Championship (Toronto version) 1 fois)
- Mid-Atlantic Championship Wrestling / World Championship Wrestling
  - NWA Mid-Atlantic Heavyweight Championship (2 fois)
  - NWA Mid-Atlantic Tag Team Championship (1 fois) - avec Ric Flair
  - NWA Mid-Atlantic Television Championship (2 fois)
  - NWA Television Championship (2 fois)
  - NWA United States Heavyweight Championship(3 fois)
  - NWA World Tag Team Championship (Mid-Atlantic version) 4 fois - avec Baron Von Raschke (1), Ray Stevens (1), and Ric Flair (2)
  - WCW United States Tag Team Championship (1 fois) - avec Terry Taylor
- North State Wrestling Alliance
  - NSWA Tag Team Champion-(1 fois) avec The Honky Tonk Man
- National Wrestling Alliance
  - NWA North American Heavyweight Championship (1 fois)
  - NWA United States Tag Team Championship (Tri-State version) (2 fois) - avec Bill Watts (1) et Gorgeous George, Jr. (1)
  - NWA Western States Tag Team Championship (1 fois) - avec Don Fargo
  - NWA Americas Heavyweight Championship (2 fois)
  - NWA Beat the Champ Television Championship (2 fois)
  - NWA North American Heavyweight Championship (1 fois)
- National Wrestling Federation
  - NWF World Tag Team Championship (2 fois)
- Pro Wrestling Illustrated
  - PWI Most Hated Wrestler of the Year (1975, 1979, 1983)
  - PWI ranked him #119 of the top 500 singles wrestlers of the "PWI Years" in 2003[8]
- Pro Wrestling Ohio
  - PWO Tag Team Championship (1 time) - with Jim Neidhart
- Pro Wrestling Revolution
  - PWR Heavyweight Championship (1 time) [9]
- World Wrestling Council
  - WWC Caribbean Heavyweight Championship (1 fois)
  - WWC Universal Heavyweight Championship (1 fois)
- World Wrestling Federation / World Wrestling Entertainment
  - WWF Intercontinental Championship (1 fois)
  - WWF Tag Team Championship (1 fois) - avec Brutus Beefcake
  - WWE Hall of Fame (Class of 2004)[10]

1Valentine actually won the title three times, but WWE only recognizes him as a two time champion.